# Emine Naciye Tevfik
Emine Neyyal Naciye Tevfik (Biren) (geboren 1875 in Istanbul; gestorben 1960 ebenda) gehörte zu den ersten osmanischen und türkischen Porträtmalerinnen. Ihr Werk und ihr Name wurden erst Jahrzehnte nach ihrem Tod bekannt.

## Leben
Emire Naciye Tevfik wurde in Istanbul geboren. Zu ihrem Geburtsjahr liegen unterschiedliche Angaben vor, aber in ihren Memoiren ist 1875 angegeben.

### Familie
In der Familie ihres Vaters gab es Beylerbeys, Valis und hohe Offiziere. Der früheste Vorfahr soll der Bey der Dulkadir, Şehsuvar Bey (gest. 1640) sein. Mütterlicherseits stammt die Familie von Großwesir Koca Yusuf Pascha (1730–1800) ab.

### Kindheit
Emine Naciye verbrachte ihre frühe Kindheit bei ihren Großeltern in Doğancılar in Üsküdar in einem der Konaks von Mehmed Namık Pascha. Ihr Großvater war einstiger Finanzminister des Osmanischen Reiches. Ihre Großmutter war als kleines Kind aus dem Kaukasus gekommen und Konkubine des Hamambetreibers gewesen und dann von Emine Naciye Tevfiks Urgroßmutter erworben und mit deren Sohn verheiratet worden. Die Schule besuchte sie zunächst mit ihrer Schwester Muzaffer. Später erhielt sie zu Hause Privatunterricht und nach dem Umzug in ihrer Villa (Köşk) in Çamlıca. Emine Naciyes Vater starb, als sie noch sehr jung war. Ihr Bruder war Zekâi Beyefendi.

### Erwachsenes Leben
Die Familie wählte Tevfik Hamdi (1856–1956) als passenden Partner für Emine Naciye aus. Für die Heirat wurde eigens von ihrem hochbetagten Großvater die hochherrschaftliche Erlaubnis des Sultans eingeholt. Die erste Zeit der Ehe verbrachte das Paar getrennt. Tevfik Hamdi wurde Bulgarien-Kommissar und Emine Naciye blieb bei ihrer Schwiegermutter. Die älteste Tochter Meliha wurde in dieser Zeit geboren.
Als Tevfik Hamdi (Mehmet Tevfik Biren) dann zum Mutasarrıf von Jerusalem (Oktober 1897–Mai 1901) ernannt wurde, ging sie mit ihm. Die Tochter blieb bei den Großeltern in Istanbul. Begleitet wurde das Paar von der Sklavin Nadide. Die zweite Tochter kam in Istanbul zur Welt, als Emine Naciye nach dem Tod des Großvaters dorthin reiste. Es folgten Stationen in Thessaloniki (Mai 1901 – März 1902), Konya (1902–1903), im Jemen (1904–1905), in Bursa (1906–1909) und schließlich in Ankara. In Bursa lebte sie im Gouverneurspalast mit 45 Zimmern. In ihren Memoiren berichtet sie über Palastintrigen, die sie dort erfuhr. Sie hatte beispielsweise Umgang mit dem Schwiegersohn Sultan Abdülhamids, der ein Verhältnis mit Hatice Sultan, der Tochter Murads V., gehabt und versucht hatte, deren Ehemann zu vergiften.
Statt sich mit Stickereien und Handarbeit zu beschäftigen, wie für Frauen ihres Standes üblich, malte Emine Naciye Tevfik. Sie nahm Privatunterricht bei dem italienischen Künstler Salvatore Valeri, der an der osmanischen Akademie der Schönen Künste in Istanbul lehrte. Dieser Unterricht fand verborgen vor der Obrigkeit statt, da sonst die Verbannung durch den Sultan gedroht hätte. Valeri schenkte ihr ein selbst gemaltes Stillleben. Zeitlebens wurden ihre Bilder nie ausgestellt.
Emine Naciye Tevfik hatte drei Töchter, darunter die Malerin und Lehrerin Meliha Zafir, Ehefrau des Gründers des ersten antiautoritären Kinderheimes der Türkei, des Çocukları Kurtarma Yurdu. Emine Naciye Tevfik schrieb 1948 ihre Memoiren. Diese wurden unter dem Titel Ressam Naciye Neyyal in Mutlakiyet Meşrutiyet ve Cumhuriyet Hatıraları veröffentlicht.

## Werk
Es sind ca. 30 Gemälde erhalten, darunter ein Akt mit dem Titel Nackte am Strand. Man schreibt ihr das Porträt Nizamettin Efendis, des Enkels eines Sultans, zu, das sich im Nachlass Mihrişah Valide Sultans befand. Des Weiteren porträtierte sie ihre abessinische Sklavin Nadide Bacı („Schwester Nadide“) und die Tochter Murads V., Fehime Sultan, und einen Stammesführer aus Jerusalem. Emine Naciye verwendete auch Fotografien als Vorlagen. Es sind Porträts von Franz Liszt, Goethe, Darwin und Herbert Spencer überliefert. Kopien der Ölgemälde sind in ihren Memoiren abgedruckt. Demnach malte sie ferner Personen aus ihrer Umgebung wie die Dienerin Mesned (Mesned Kalfa) in Jerusalemer Tracht, ihre Töchter Meliha und Rezan, ihren Ehemann, Bruder, aber auch Prinz Charles als Kind, Koca Yusuf Pascha, Felix Mendelssohn Bartholdy, Suphiye Hanım (die Tochter des Großwesirs Küçük Said Pascha) oder deren Sohn Şefkatî.
Neben Porträts malte Emine Naciye auch den Besuch Kaiser Wilhelms II. in Jerusalem, bei dessen Besuch sie als Ehefrau des Mutasarrıf als Gastgeberin fungierte. Das Gemälde (140 × 220 cm) ist im Besitz des türkischen Marinemuseums İstanbul Deniz Müzesi in Beşiktaş und entstand nach einer fotografischen Vorlage. Reproduktionen des Bildes finden sich hier und hier.:161 In ihrem Tagebuch beschreibt Tevfik die Entstehungsumstände. Während der Kaiser bei ihrem Gatten auf Ausstellung einer Eigentumsurkunde über ein Gelände auf dem Berg Zion drang, das der Deutsche Verein vom Heiligen Lande für den Bau der Dormitio-Abtei erwerben wollte, malte sie das große Gemälde nach dem Photo, das sie hatte.:152 Während sich ihr Gatte um die Zustimmung des Sultans bemühte, der Kaiser wider vorsprach, nahm das Gemälde Gestalt an. Da der Mutesarrif die Zustimmung des Sultans als naheliegend ansah, stellte er die Urkunde schließlich ohne explizite Anweisung aus.:152
Das Marinemuseum in İskenderun hat einen eigenen Saal für ihre Werke eingerichtet.

## Trivia
- Der Stammesführer aus Jerusalem, den Emine Naciye Tevfik porträtierte, hatte ihren Ehemann vor dem sicheren Tod bewahrt. Sie malte das Porträt ihm zum Geschenk.
- Nadide, die abessinische Sklavin, war als Kind geraubt und von der Familie erworben worden. Sie wurde freigelassen, kaufte sich vom geschenkten Geld gemeinsam mit Mesned ein Haus und wurde mehrfach verheiratet, blieb aber kinderlos. Sie blieb bis zu ihrem Tod der Familie verbunden und wurde bis zum Ende von der Nichte Emines gepflegt.